# Цзиюань
Цзиюа́нь (кит. упр. 济源, пиньинь Jǐyuán, буквально: «исток реки Цзишуй») — город субокружного уровня в провинции Хэнань КНР.

## История
Когда царство Цинь впервые в истории объединило Китай в единую централизованную империю, то в этих местах был создан уезд Цзисянь (轵县). При империи Хань появились ещё уезды Босянь (波县) и Циньшуй (沁水县). В конце империи Хань уезд Босянь был расформирован.
При империи Западная Вэй был создан уезд Чанпин (苌平县). При империи Северная Чжоу уезд Циньшуй был присоединён к уезду Цзисянь, а уезд Чанпин был переименован в Ванъу (王屋县). При империи Суй в 596 году из уезда Цзисянь был выделен уезд Цзиюань. К концу империи Тан на территории современного уезда Цзиюань имелись уезды Цзиюань, Ванъу и Хэцин (河清县).
После того, как эти места захвачены чжурчжэнями, уезд Хэцин был расформирован. После монгольского нашествия уезд Ванъу был присоединён к уезду Цзиюань.
После победы в гражданской войне коммунистами была в августе 1949 года создана провинция Пинъюань, и уезд вошёл в состав созданного одновременно Специального района Синьсян (新乡专区) провинции Пинъюань. 30 ноября 1952 года провинция Пинъюань была расформирована, и Специальный район Синьсян перешёл в состав провинции Хэнань. В 1967 году Специальный район Синьсян был переименован в округ Синьсян (新乡地区).
В 1986 году округ Синьсян был расформирован, и уезд Цзиюань вошёл в состав городского округа Цзяоцзо. В 1988 году уезд Цзиюань был преобразован в городской уезд в составе Цзяоцзо. С 1997 года Цзиюань стал подчиняться напрямую правительству провинции Хэнань.

## Административное деление
Городской уезд делится на 5 уличных комитетов и 11 посёлков.